# Busted
Busted au fost o formatie pop rock englezeasca, alcatuita din James Bourne, Matt Willis si Charlie Simpson, care a parasit formatia in 2005. Busted s-au despartit in ianuarie 2005, dupa ce Simpson a decis sa plece si sa se alature formatiei Fightstar. Au castigat doua premii Brit Awards si au castigat Record Of The Year in 2004 cu "Thunderbirds Are Go". Formatia a vandut peste trei milioane de albume.

## Istorie

### Formare (2000-02)
Formatia se numea initial The Termites si era alcatuita din James Bourne (chitara si voce), Matt Willis (baterie si voce), Owen Doyle (bas si boce) si Ki Fitzgerald/McPhail (chitara si voce). In martie 2000 au semnat un contract cu Prestige si si-au schimbat numele in Buster, dupa cainele unui prieten. In timpul unui show tv unde au aparut, unde Geri Halliwell a fost invitata acea saptamana, sora lui Fitzgerald, Neeley, a numit trupa fratelui sau Busted, spunand ca vor urma sa semneze un contract de inregistrari. In octombrie, Fitzgerald si Doyle au spus ca formatia originala s-a despartit.
Willis si Bourne aproape l-au pus pe Tom Fletcher in formatie, dar a fost mai taraziu inlocuit de Charlie Simpson. Fletcher a fost tinut, insa, pentru alte proiecte. Asta a dus la formarea trupei McFly. Busted au semnat un contract cu Universal Island in 2002.